# Nathaly López Borja
Nathaly Cristina López Borja (Guayaquil, 23 de novembro de 1987 – Guayaquil, 28 de março de 2023) foi engenheira de comércio e finanças, ativista e professora universitária equatoriana, com ampla experiência no serviço público na área administrativa nos hospitais do país. Ela se destacou pelo comprometimento no combate à corrupção.

## Biografia
Nathaly Cristina López Borja nasceu em 23 de novembro de 1987, na cidade equatoriana de Guayaquil.
Concluiu o ensino primário e secundário no Colégio Alemão de Guayaquil (1993–2005), onde se formou em Informática Comercial.
Depois de estudar na Universidade Católica de Santiago de Guayaquil (2007–2012), obteve uma licenciatura de engenharia em comércio e finanças internacionais. Conseguiu mestrado em educação pelo Instituto Tecnológico de Monterrey (2015–2017) e outro em administração de empresas (2019–2020) pela Universidade Espíritu Santo (UEES). Cursava um doutorado em administração e gestão organizacional pela UEES, que iniciou em 2021.
Além de sua prática profissional, também foi voluntária no Colégio Alemão Humboldt de Guayaquil e esteve ativamente envolvida na Fundación Rescate Animal Ecuador.

### Carreira
Entre 2015 e 2017, trabalhou como analista administrativa no Instituto Equatoriano de Seguridade Social. Atuou como professora universitária em administração estratégica na Universidade Espíritu Santo.
Em 25 de outubro de 2022, foi nomeada diretora do Hospital de Especialidades Teodoro Maldonado Carbo, com responsabilidades que incluem a coordenação administrativa geral. Supervisionou diversas áreas, incluindo contratação pública. Também foi responsável pela coordenação financeira geral e pela coordenação geral de recursos humanos.
López implementou mudanças nos processos de compras e, juntamente com a equipe administrativa do hospital, monitorou e até bloqueou casos de corrupção. Ela realizou conferências de imprensa e visitou meios de comunicação para explicar o trabalho em andamento e seu objetivo de tornar as compras transparentes e fornecer melhores serviços aos afiliados e aposentados. Com os documentos em mãos, referiu-se aos avanços no fornecimento de medicamentos e aos projetos para continuar nesse sentido. Nathaly López identificou casos de corrupção nas gestões anteriores em áreas administrativas, financeiras, de recursos humanos, de manutenção, de compras públicas e até mesmo no necrotério, onde houve casos de tráfico de cadáveres no passado. Também coordenou com os chefes médicos para iniciar processos de aquisição de medicamentos e insumos para evitar escassez na farmácia.

## Assassinato
Na noite de 28 de março de 2023, ao sair do turno de trabalho às 20h30, López dirigia seu veículo em direção a sua casa quando foi emboscada por dois sicários no cruzamento do viaduto elevado da Avenida Pío Jaramillo. O ataque ocorreu enquanto executivos do hospital promoviam um procedimento para tornar transparentes os processos de compras públicas.

### Repercussões
Tras o ataque a Nathaly López, vários funcionários com cargo de chefe do Hospital de Especialidades Teodoro Maldonado Carbo apresentaram a renúncia de seus cargos    entre a noite de terça-feira, 28 de março, e a manhã de quarta-feira, 29 de março,     depois de receberem ameaças "Se você não renunciar amanhã, também morre". A menos de 12 horas do crime da diretora administrativa do hospital de Guayaquil, houve uma renúncia massiva de funcionários, sabe-se que há ameaças de morte aos chefes e coordenadores que trabalhavam no Hospital, cerca de vinte renúncias foram recebidas através do sistema Quipux, plataforma governamental do Governo do Equador, e na manhã seguinte, oficialmente, nove renúncias foram aceitas. Médicos do sanatório indicaram que vários dos trabalhadores do hospital onde Nathaly López trabalhava receberam ameaças. Persiste o medo e a preocupação, uma semana antes do crime contra López, circularam fotos de ameaças nos elevadores. Os trabalhadores não se atrevem a denunciar porque suspeitam que entre seus próprios colegas há pessoas que vazam informações. O IESS rejeitou categoricamente a violência ao pessoal do HTMC, e instou as autoridades a investigarem esses fatos e a encontrarem os responsáveis. Sua partida causa grande comoção dentro da comunidade hospitalar, sendo descrita como uma profissional brilhante e dotada de muitas virtudes, que queria transformar um hospital. Na manhã seguinte, a mídia comunicava a amarga decepção de que uma pessoa que lutava contra a corrupção seja vítima da violência.
O presidente da República, Guillermo Lasso, solidarizou-se com os familiares de Nathaly López, lamentando o crime da funcionária. Por sua vez, o vice-presidente da República, Alfredo Borrero, afirmou que o crime enluta o país, mas principalmente o sistema de saúde em que "contribuía com profissionalismo e qualidade humana". A violência e a corrupção não podem nos roubar mais vidas inocentes. Que os responsáveis por este crime respondam perante a justiça e a sociedade, acrescentou Borrero. O ex-vice-presidente Otto Sonnenholzner rejeitou o crime durante uma entrevista na Ecuavisa. "Era uma jovem honrada. Ela faleceu defendendo os interesses dos equatorianos, por não ceder às máfias criminosas daquele hospital, que até hoje conseguem escapar da justiça."
A Procuradoria-Geral do Estado abriu uma investigação de ofício sobre o assassinato de Nathaly López, diretora do Hospital Teodoro Maldonado do IESS. A Polícia Nacional do Equador informou que unidades especializadas foram mobilizadas para encontrar os responsáveis por este crime. "Não permitiremos que este fato fique impune." O incidente ocorrido reafirma em 2023 os níveis de violência e insegurança pelos quais o país andino está passando. Após o atentado contra López, funcionários de três hospitais estão sob proteção após os ataques do crime organizado. Os hospitais do Instituto Equatoriano de Seguridade Social (IESS) estão sob intervenção da inteligência policial, após o assassinato de Nathaly López, com o objetivo de detectar as máfias que operam no sistema de saúde do Equador e que estariam envolvidas no crime, além de outros ataques contra alguns trabalhadores da saúde.

## Homenagens
O prédio da Consulta Externa Norte do hospital Teodoro Maldonado Carbo foi nomeado em sua homenagem. 